# Vidua wilsoni
La viuda de Wilson (Vidua wilsoni) es una especie de ave paseriforme perteneciente a la familia Viduidae. Es una especie no amenazada según la IUCN. Se puede encontrar en Camerún, República Centroafricana, Chad, República del Congo, República Democrática del Congo, Costa de Marfil, Ghana, Guinea, Guinea-Bissau, Nigeria, Senegal, Sudán del Sur y Togo.